# Персивал Лоуел
Персивал Лоренс Лоуел (енгл. Percival Lawrence Lowell; Бостон, 13. март 1855 — Флагстаф, Аризона, 12. новембар 1916) је био амерички бизнисмен, математичар, дипломата и астроном.Био је оснивач и први директор Лоуелове опсерваторије у Флагстафу у Аризони.

## Биографија
Персивал Лоуел потиче из богате Бостонске породице.Дипломирао је математику на Харварду 1876. Осамдесетих година 19. века је више пута боравио на Далеком истоку. У августу 1883, је служио као министар спољних послова и саветник специјалне дипломатске Кореје у САД. У периоду 1883-1893 три пута је боравио у Јапану, где се бавио истраживањем и дипломатијом. Објавио је низ монографија посвећених особеностима јапанског карактера, језика и религије.
За сарадника Америчке академије наука и уметности изабран је 1892. У Сједињене Америчке Државе се вратио 1893. године и посветио се проучавању астрономије, основавши опсерваторију која носи његово име.

## Допринос астрономији
Лоуел се потпуно посветио проучавању астрономије, a нарочито планете Марс након што је прочитао дело La planète Mars Камија Фламариона. Био је посебно заинтересован за канале на Марсу које је проучавао италијански астроном Ђовани Скјапарели. 1894. године изабрао је Флагстаф у Аризони као место за његову будућу опсерваторију. Са надморском висином од преко 2.100 m, малим бројем облачних дана и без утицаја светлосног загађења Флагстаф је пружао савршене услове за астрономска посматрања.
Наредних петнаест година темељно је проучавао Марс и направио опсежене цртеже његове избраздане површине за које је веровао да су канали. Више него било ко други популаризовао је схватање по коме они представљају доказ да су на Марсу постојале високо организовани облици живота и древне цивилизације.Имао је и теорију по којој је напредна култура изградила канале за одводњавање Марсових поларних ледених капа.
Лоуелова теорија била популарна код шире јавности, док је научна заједница остала скептични. Многи астрономи нису могли да виде ове објекте, а мало ко је веровао да су тако изражени као што је Лоуел тврдио. Као резултат тога, Лоуел и његова опсерваторија су изопштени из астрономске заједнице. Постојање канала дефинитивно је побијено 1960. од стране НАСА-иног програма Маринер. Маринер 4, 6, 7 и, и Маринер 9 (1972), нису снимили никакве канале, већ само кратере на површини Марса.
Иако је Лоуел био је најпознатији по проучавању Марса, такође се бавио и картирањем површине Венере. Са посматрањем Венере почео је у лето 1896. убрзо након инсталирања 24-инчног рефракторског телескопа у својој опсерваторији у Флагстафу. Лоуел је посматрао планету на дневној светлости са објективом телескопа смањеним на 3 инча у пречнику не би ли на тај начин смањио утицај турбуленција атмосфере. Лоуел приметио зупчасте површинске структуре, као и тамну мрљу, и утврдио да Венера нема површинске детаље видљиве са Земље. Међутим, касније је утврђено да су промене које је направио на телескопу довеле до стварања оптичких илузија у његовом оку.
Последњу деценију свог живота Лоуел је посветио тражењу Планете Х, хипотетичке планете изван Нептуна. Лоуел је веровао да су планете Уран и Нептун измештене са својих предвиђених позиција услед утицаја гравитације невидљиве планете. Од 1914. до 1916. године за тражење Планете Х коришћен је позајмљени 9-инчни телескоп. 1930. Клајд Томбо, који је радио у Лоуеловој опсерваторији, открио је Плутон у близини места очекиваног за Планету Х. Маса Плутона није могла бити утврђена све до 1978. године, када је откривен његов сателит Харон. То је потврдило раније претпоставке да је гравитациони утицај Плутона на Уран и Нептун занемарљив, ни изблиза довољан да објасни противречности у њиховим путањама. 2006. године, Плутон је од стране Међународне астрономске уније рекласификован као патуљаста планета. Поред тога, сада је познато да разлике између предвиђених и посматраних позиција Урана и Нептуна нису изазване гравитацијом неке непознате планете, већ су последица погрешно израчунате вредности масе Нептуна.